# Diane Meyer Simon
Diane Irene Meyer Simon környezetvédő aktivista, a Global Green USA alapítója és elnöke, Nemzetközi Zöld Kereszt Tiszteletbeli Tanácsának tagja.
Tanulmányait a Butler University-n folytatta.
Diane Meyer Simon 1993 augusztusában részt vett a Nemzetközi Zöld Kereszt Moszkvában megrendezett környezetvédelmi konferenciáján, ahol többek között Mihail Szergejevics Gorbacsovval tanácskozott. Ekkor lett a Nemzetközi Zöld Kereszt Tiszteletbeli Tanácsának tagja. Indianapolisban az Év nője címet nyerte el, majd 1989-ben Kaliforniába költözött. 
38 évi politikai karrierje során szervezőként, adminisztrátorként, követségi tagként tevékenykedett a környezetvédelem területén. Jelenleg a kaliforniai Montecitóban él.

## Lásd még
- Robert Redford
- David Suzuki
- Wangari Maathai
- Ted Turner
- Wakako Hironaka
- Adolf Ogi
- Pat Mitchell
- Dr. Rudolphus Lubbers